# Рибейра-Сека (Вила-Франка-ду-Кампу)
Рибейра-Сека (порт. Ribeira Seca) — населённый пункт и район в Португалии, входит в округ Азорские острова. Расположен на острове Сан-Мигел. Является составной частью муниципалитета Вила-Франка-ду-Кампу.